# فيروز أباد (كوه بنج)
فيروز أباد (بالفارسية: فیروزآباد) هي مستوطنة تقع في إيران في البلدة المركزية.